# Zlatibor (Čajetina, Srbija)
Kraljeve Vode je naziv turističkog gradića i centra Zlatibora. Do kraja XIX. stoljeća, ovo tada još malo mjesto zvalo se Kulaševac, po izvoru i potoku u svom centru. Od građevina, ovdje se nalazio samo drveni čardak zlatiborskog serdara Jovana Mićića. Serdar, a izgleda i srbijanski knez Miloš, ovdje su ljetovali s obiteljima. 1893. godine na Kulaševcu je boravio kralj Aleksandar Obrenović, koji je obećao Petru Mićiću, tadašnjem predsjedniku općine, da će Zlatibor postati turistički kraj. Kralj je dao podići fontanu (Kraljeva česma) na izvoru Kulaševca i od tada se ovo mjesto zove Kraljeva Voda. Rujna 1905. godine, Kraljevu Vodu je posjetio i kralj Petar I. Karađorđević s prijestolonasljednikom Aleksandrom. Od tada se razvija pravi turizam na Zlatiboru i u Kraljevoj Vodi. 1927. godine, Kraljeva Voda je suvremenim putem povezana s najbližim većim gradom - Užicem, a 1931. godine dobiva prvi vodovod. Nakon Drugog svjetskog rata, u spomen strijeljanim partizanskim ranjenicima, Kraljeva Voda mijenja ime u Partizanske Vode. Krajem XX. vijeka, naziv Partizanske Vode morao je biti promijenjen, pod utjecajem sve većeg broja nesimpatizera socijalizma na Zlatiboru. 1995. godine je odlučeno da novo ime bude Zlatibor, kao i ime cijele planine. Iako su Kraljeve Vode danas centar Zlatibora u svakom pogledu, nisu njegov administrativni centar. Tu službu zadržao je obližnji gradić Čajetina, nekadašnje glavno mjesto Zlatibora.